# Silvija Popović
Silvija Popović (serbisch-kyrillisch Силвија Поповић; * 13. März 1986 in Nikšić, Jugoslawien) ist eine serbische Volleyballspielerin.

## Karriere
Silvija Popović spielt seit 2007 in der serbischen Nationalmannschaft. Die Libera gewann bei den Olympischen Spielen 2016 in Rio de Janeiro die Silbermedaille sowie 2021 in Tokio die Bronzemedaille. Außerdem wurde Popović 2018 Weltmeisterin sowie 2011 und 2019 Europameisterin.
Popović spielte von 2006 bis 2009 bei Poštar 064 Belgrad (dreimal serbischer Meister und Pokalsieger) und von 2009 bis 2012 Rabita Baku (dreimal aserbaidschanischer Meister sowie 2011 Klubweltmeister). Nach einer Babypause 2012/13 spielte sie bei VBC Voléro Zürich (fünfmal Schweizer Meister und Pokalsieger) und 2018/19 in Kasachstan bei Altay VC (kasachischer Meister und Pokalsieger). Seit 2019 ist Popović in Rumänien bei CS Volei Alba-Blaj aktiv und gewann hier 2020 die nationale Meisterschaft.
Popović wurde bei verschiedenen internationalen Wettbewerben mehrfach individuell ausgezeichnet („Wertvollste Spielerin“, „Beste Libera“).

## Privates
Popović ist verheiratet und hat seit 2013 einen Sohn Strahinja.